# Płyty Nefiego
Płyty Nefiego (ang. plates of Nephi) - w religii mormońskiej metalowe płyty, na których miały być odnotowywane informacje, dotyczące historii Nefitów. Płyty miały stać się podstawą dla treści Księgi Mormona - świętej księgi mormonizmu.

## Płyty w religii mormońskiej

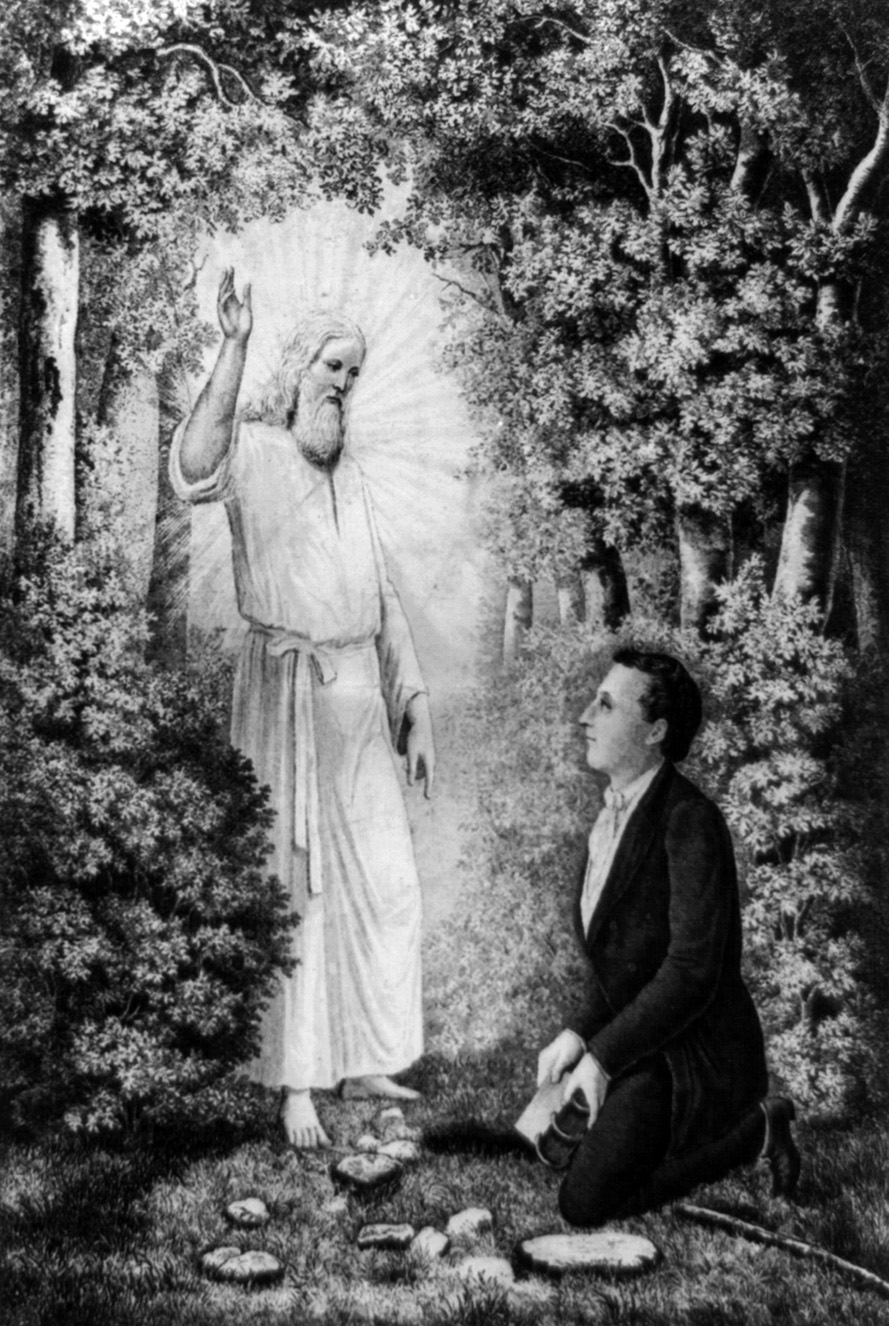
Anioł Moroni objawia się Josephowi Smithowi. Malowidło C.C.A. Christensena z ok. 1886 r.

Pierwsza Księga Nefiego opisuje, jak prorok Nefi (syn proroka Lehiego) na polecenie Boga sporządził dwa tomy kronik, zwane płytami. Małe płyty Nefiego miały być poświęcone świętym sprawom. Duże płyty Nefiego miały z kolei zawierać informacje o historii Nefitów. Nefi zaznaczył, że nie zna celu, dla którego Bóg nakazał mu realizację tego zadania. Zarówno małe, jak i duże płyty miały być strzeżone i przekazywane z pokolenia na pokolenie.
Małe płyty były przechowywane i uzupełniane przez potomków Nefiego. Ok. 150 r. p.n.e. prorok Amaleki miał przekazać je królowi Beniaminowi, władcy Zarahemli. Władca dołączył je do innych, podobnych kronik. 
Słowa Mormona opisują, jak prorok Mormon (żyjący ok. 1000 lat po czasach Nefiego) próbował streścić dzieje Nefitów w ramach jednego zestawu płyt. Pieczę nad tymi materiałami miał sprawować syn Mormona, Moroni. Wykonując to zadanie, Mormon dokonał streszczenia większych płyt Nefiego, a także przekazał synowi treść mniejszych płyt.
Mormon i Moroni utrwalali informacje na złotych płytach, używając reformowanego języka egipskiego. Płyty te miały zostać zakopane na wzgórzu Kumorah (na terenie obecnego miasta Palmyra) w V w. n.e.
W 1823 r. anioł Moroni miał objawić się Josephowi Smithowi i wskazać mu lokalizację płyt. Na ich podstawie Smith miał dokonać tłumaczenia tekstu na język angielski, które stało się Księgą Mormona.

## Treść płyt Nefiego a treść Księgi Mormona
| Księga z Księgi Mormona | Źródło                           |
| ----------------------- | -------------------------------- |
| Pierwsza Księga Nefiego | Małe płyty Nefiego               |
| Druga Księga Nefiego    | Małe płyty Nefiego               |
| Księga Jakuba           | Małe płyty Nefiego               |
| Księga Enosa            | Małe płyty Nefiego               |
| Księga Jaroma           | Małe płyty Nefiego               |
| Księga Omniego          | Małe płyty Nefiego               |
| Słowa Mormona           |                                  |
| Księga Mosjasza         | Streszczenie dużych płyt Nefiego |
| Księga Almy             | Streszczenie dużych płyt Nefiego |
| Księga Helamana         | Streszczenie dużych płyt Nefiego |
| Trzeci Nefi             | Streszczenie dużych płyt Nefiego |
| Czwarty Nefi            | Streszczenie dużych płyt Nefiego |
| Księga Mormona          | Streszczenie dużych płyt Nefiego |
| Księga Etera            | Płyty Etera                      |
| Księga Moroniego        |                                  |